# Église Saint-Étienne de Château-Renard
Pour les articles homonymes, voir Saint-Étienne (homonymie).
L’église Saint-Étienne est une église française située à Château-Renard dans le département du Loiret et la région Centre-Val de Loire.

## Géographie
L'église est située dans la région naturelle du Gâtinais sur le territoire de la commune de Château-Renard.
Cette église du groupement paroissial de Château-Renard est rattachée au doyenné du Gâtinais-Est, à la zone pastorale du Gâtinais et du Giennois, au diocèse d'Orléans et à la province ecclésiastique de Tours.

## Histoire
Dès le début du Moyen Âge, les bénédictins établissent un prieuré dédié à St Amand sur le Mont d'Ouanne. Comme pour tout le Gâtinais carolingien, il est administré par l'abbaye de Ferrières-en-Gâtinais. Renard Ier, devenu comte de Sens, met main basse sur le prieuré par voie de pillage, construit le château-haut autour de l'église en 961 et donne son nom au bourg. Ses descendants n'étant pas moins que lui portés au banditisme, Louis VI le Gros fait détruire leur château-haut en 1110 - église y compris. Elle est reconstruite par les villageois dans la seconde moitié du XIIe siècle, après assagissement manu militari des Renard, et dédiée à Saint Étienne.

## Patrimoine
L'église est classée au titre des monuments historiques le 21 février 1914 puis déclassée le 22 janvier 1926 à l'exception du clocher et du portail.
Elle contient aussi plusieurs éléments classés, dont un tableau Présentation par Laurent de la Hire du 2e quart du XVIIe siècle, un calice par Claude Rosnel du 4e quart du XVIIe siècle, et une plaque commémorative du 3e quart du XVIe siècle.
Les orgues datent du XVIIe siècle, de facture par Suret. Elles ont été restaurées pour la première fois en 1970-1973 par Anselm, qui leur a donné une facture se rapprochant plus de la fin XVIIIe siècle. Des concerts utilisant ces orgues sont régulièrement organisés,.
Renard Ier a donné des reliques de Saint Pavas à l'église vers la fin du Xe siècle. L'église possède des reliques de Saint Armel.

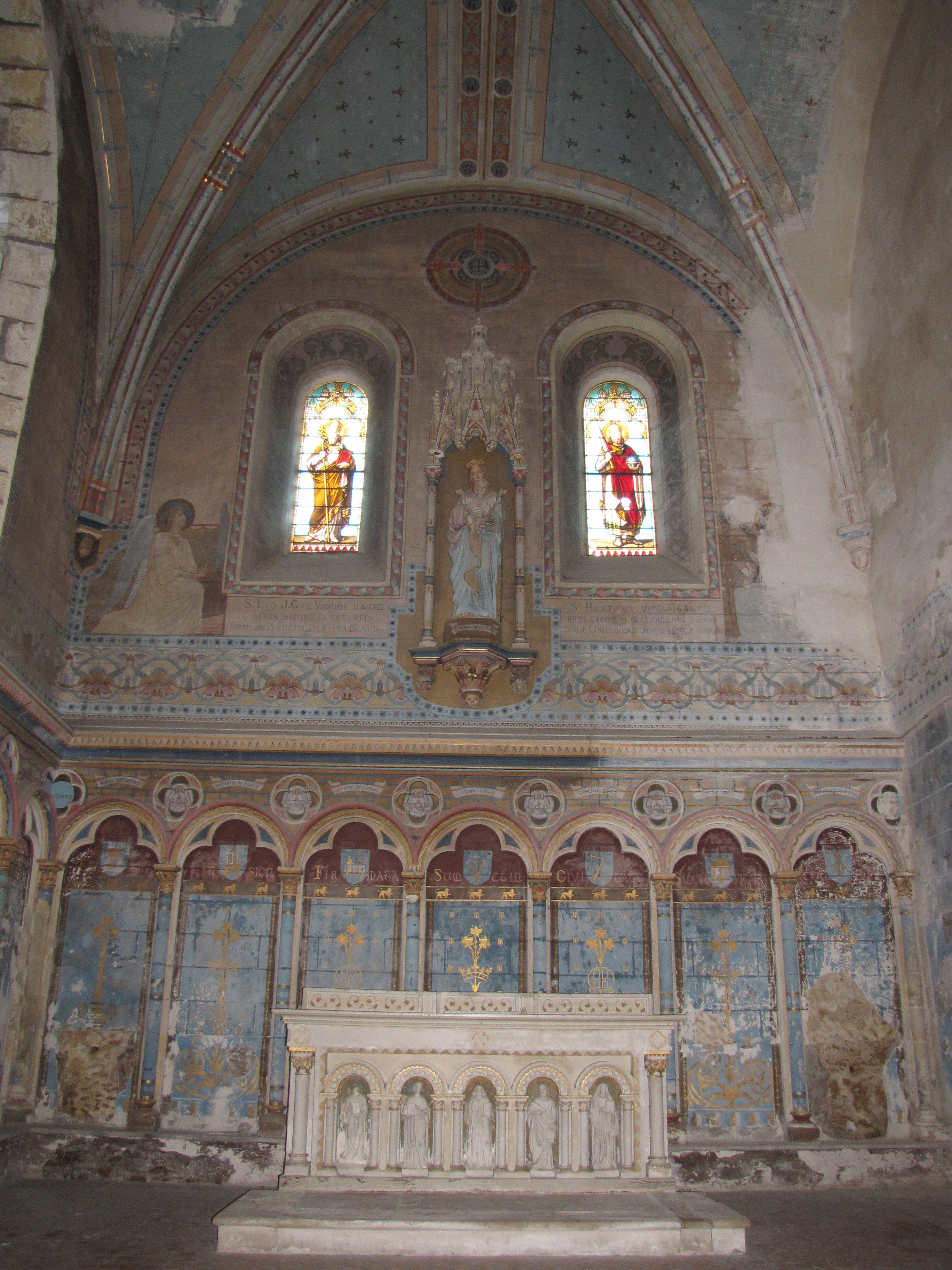
Chapelle collatérale du transept nord, côté est
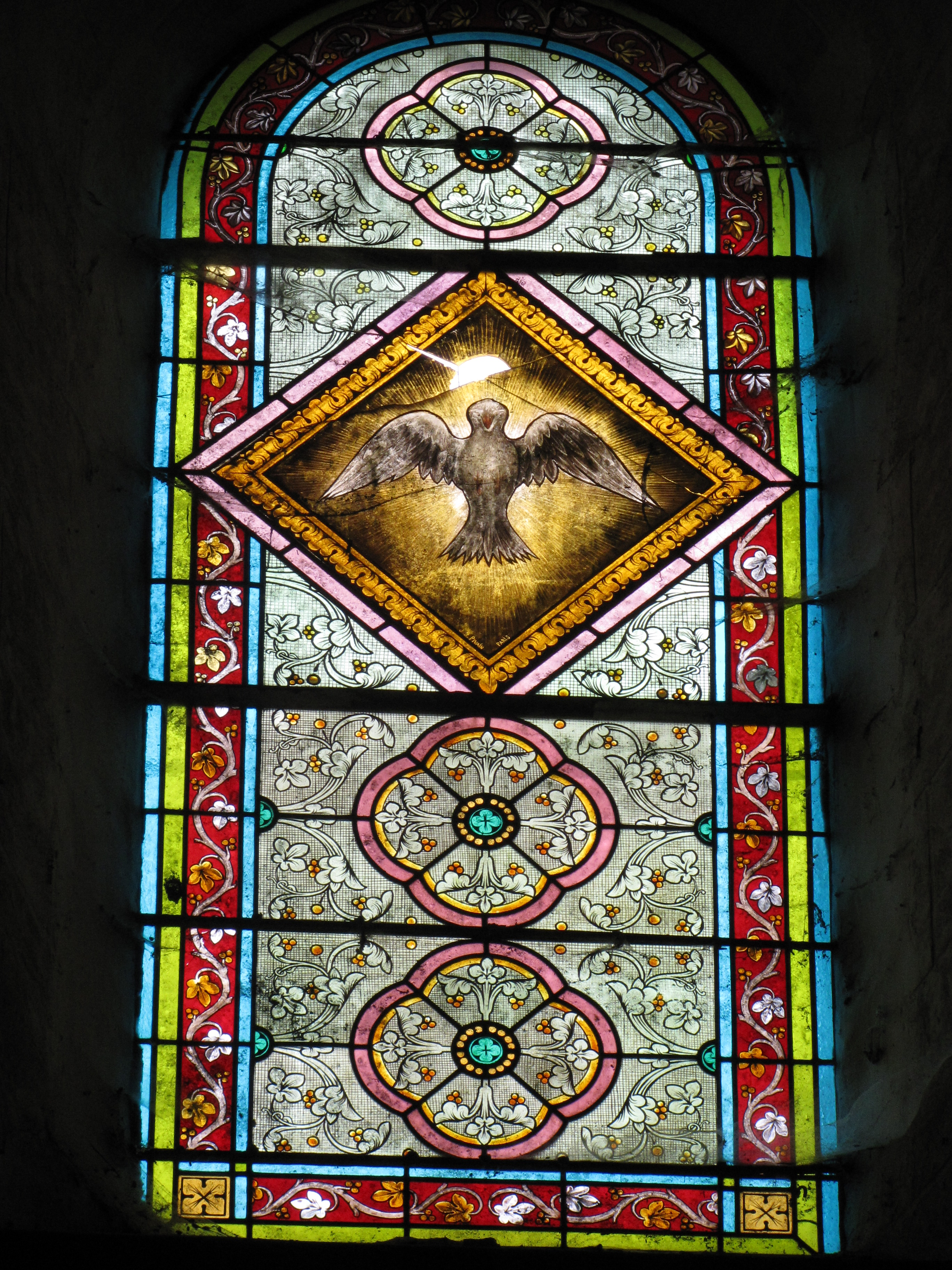
Vitrail du Saint-Esprit, chapelle collatérale du transept nord, côté nord
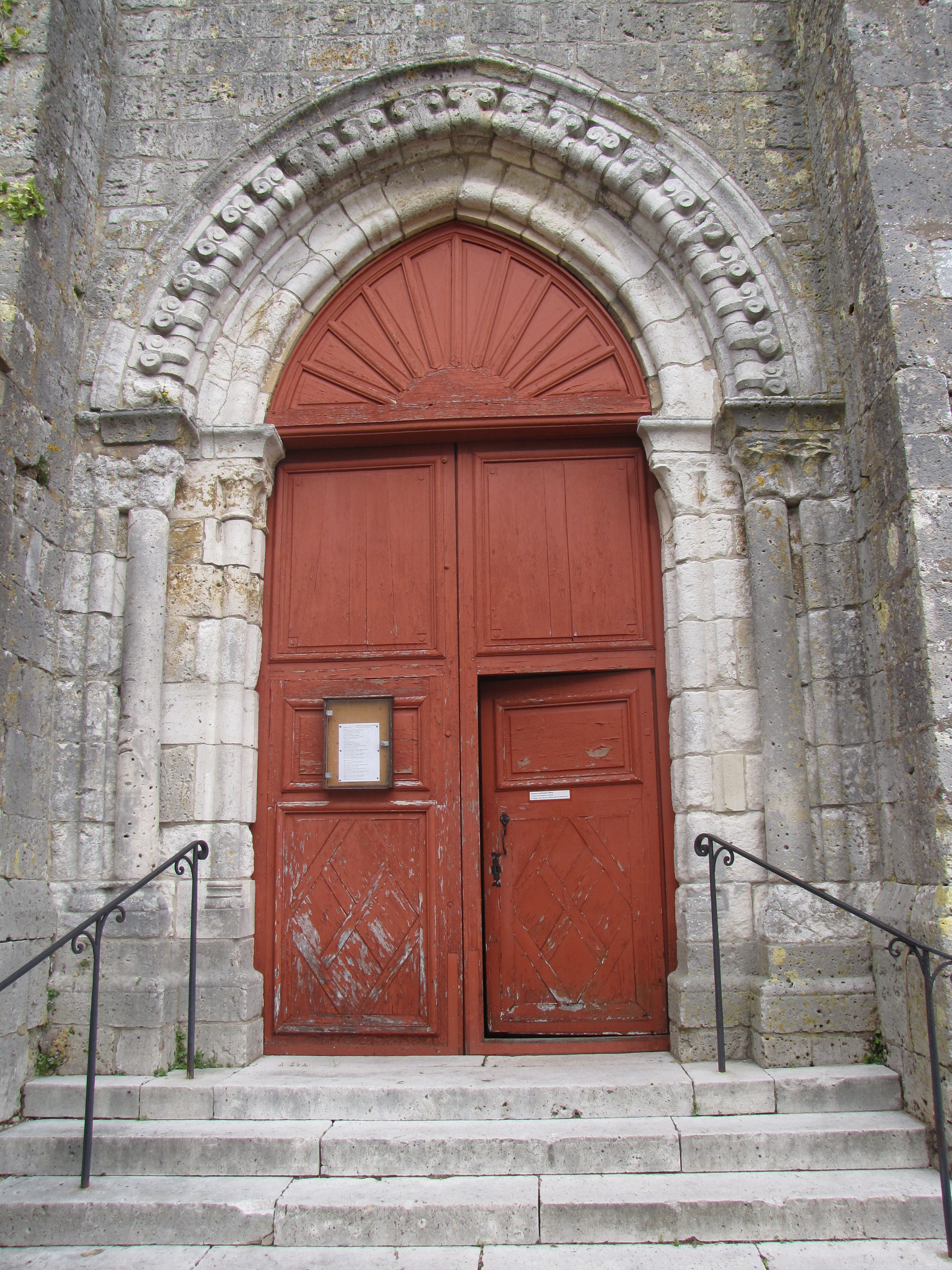
Porche classé
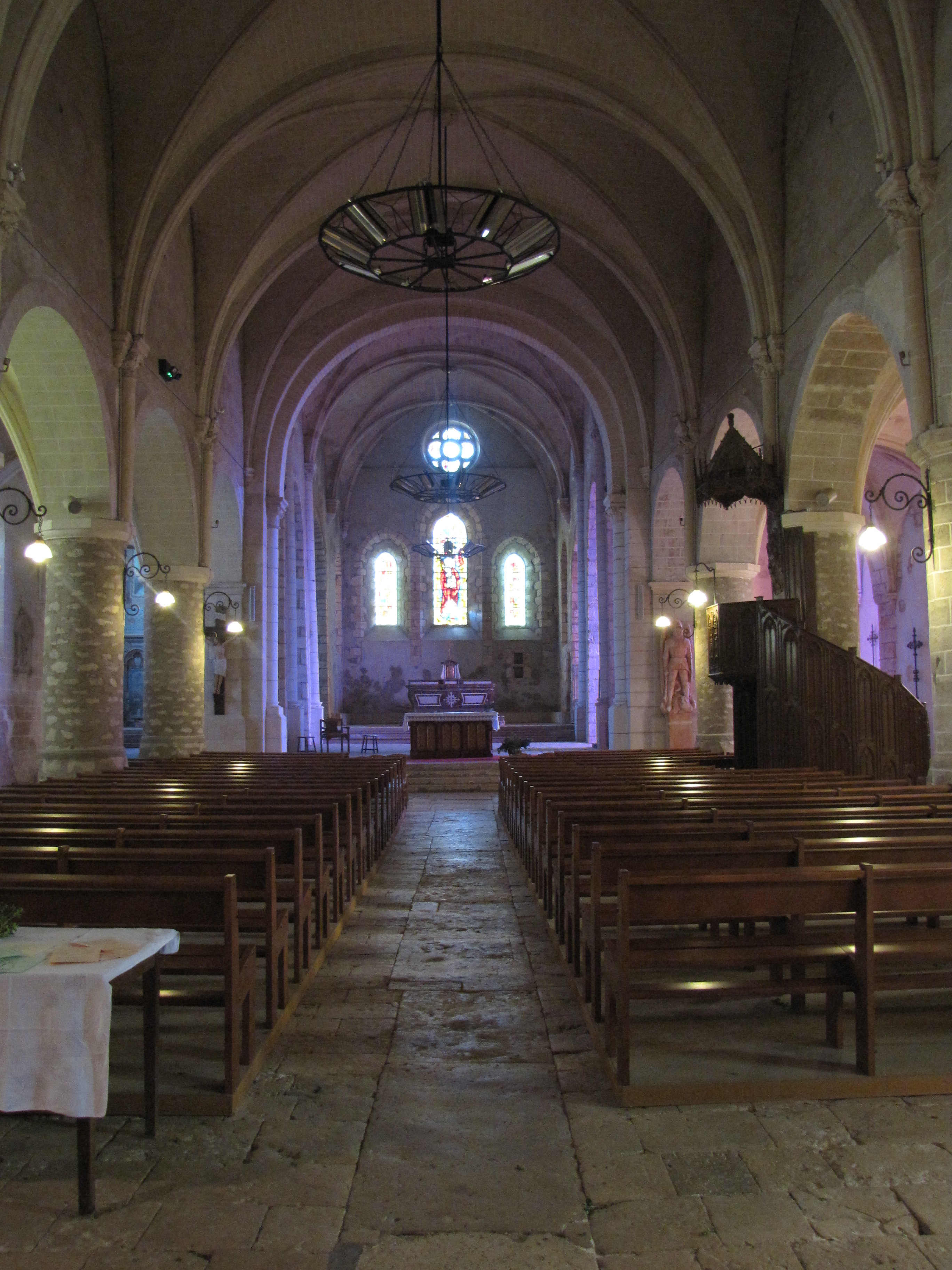

## Pour approfondir